# Evens
Os Evens ou Eveny (antes conhecidos como Lamuts , povo do oceano em Língua even) (Эвены em Russo) são um povo da Sibéria e extremo leste da Rússia que vive no Oblast de Magadan, no Krai de Kamchatka e partes norte da República da Iacútia, a leste do Rio Lena. Conforme o Censo Russo de 2002, havia 19.071 Evens na Rússia e 104 na Ucrânia (Censo 2001 - dos quais 19 somente falavam Even.

## Modo de vida
Os Evens falam sua própria língua, o Even, uma das Línguas tungúsicas. São aproximados aos Evenkis em origens e traços culturais e são considerados como professando a fé cristã Igreja Ortodoxa Russa desde o século XIX, porém, muitos deles preservam crenças pré-cristãs como o  Xamanismo. Suas atividades econômicas são a criação de Renas, a caça com armadilhas e a pesca.
Os antecessores dos Evens supostamente migraram da área Trans-Baikal para as áreas litorâneas do leste siberiano. Esses criadores nômades usavam renas ou skis de madeira como transporte e também cães como tração de trenós. Suplementavam sua economia com caçadas de inverno para alimentação e obtenção de peles. Suas habitações eram geralmente tendas cônicas cobertas com peles de mamíferos ou de peixes, nas áreas litorâneas. Os Evens que se assentavam e tinham vida sedentária possuiam residências escavadas no solo, bem como armazéns nesses refúgios onde guardavam estoques de carnes de peixe e mamíferos congeladas.

## Domínio soviético
No período de domínio soviético o governo coletivizou o pastoreio de renas, o que mudou drasticamente as vidas dos Evens e de outros povos indígenas da Sibéria. Com a ascensão do comunismo depois de 1917, o novo governo buscou civilizar as tribos nômades da região a partir da construção de moradias permanentes para eles, além de padronizar e coletivizar o pastoreio de renas, atividade econômica que era a principal ocupação e estilo de vida das tribos. Foi também criada uma escrita para seu idioma e o analfabetismo foi totalmente erradicado nos anos 30. Muitos dos nômades optaram pela vida sedentária nos Colcozes, onde passaram a exercer a criação de gado e agricultura.
Porém, conforme relata o jornalista David Remnick no seu livro Lenin's Tomb: The Last Days of the Soviet Empire, esses assentamentos forçados dos Evens em vilas e cidades durante a era stalinista causaram muitos problemas. Essas pessoas que até então sempre haviam sido caçadores-coletores nômades tiveram dificuldades para se adaptar à nova vida, surgiram muitos casos de alcoolismo, de uso de drogas, distúrbios psicológicos e de convívio social. Não só isso, muitas crianças Evens foram retiradas de seus lares para serem educadas em escolas russas, nas quais se pretendia suprimir delas a língua e a cultura dos Evens.